# Hymenasplenium quercicola
Hymenasplenium quercicola är en svartbräkenväxtart som först beskrevs av Ren-Chang Ching, och fick sitt nu gällande namn av Ronald Louis Leo Viane och S.Y.Dong. Hymenasplenium quercicola ingår i släktet Hymenasplenium och familjen Aspleniaceae. Inga underarter finns listade.